# Acer macrophyllum
Acer macrophyllum — велике листопадне дерево з роду Acer. Цей клен поширений на заході Північної Америки, переважно біля узбережжя Тихого океану, від південної частини Аляски до південної Каліфорнії. Деякі насадження також зустрічаються всередині країни в передгір'ях гір Сьєрра-Невада в центральній Каліфорнії, а крихітна популяція зустрічається в центральному Айдахо. Зазвичай він росте від рівня моря до висоти 450 м, у виняткових випадках до 1200 м. Він може утворювати чисті насадження на вологих ґрунтах поблизу струмків, але зазвичай зустрічається в прибережних листяних лісах або розсіяно (під або в межах), відносно відкритих пологів хвойних, змішаних вічнозелених або дубів. Це дуже рідко зустрічається на північ від острова Ванкувер.

## Опис
Клен великолистий може досягати 48 метрів у висоту, але частіше досягає 15–20 м у висоту та 90–120 см у діаметрі. Чинний національний чемпіон цього виду за розміром знаходиться в окрузі Лейн, штат Орегон. Це 36 м заввишки з поширенням корони 28 м, із середнім діаметром на висоті грудей приблизно 3.7 м. Кора сіро-коричнева, з віком темніє і з’являються гребені.
Клен великолистий має найбільше листя з усіх кленів, як правило, 15–30 сантиметрів у поперечнику з п’ятьма глибоко врізаними пальчастими частками, причому найбільше листя досягає 61 см. Стебла містять молочний сік. Восени листя стає золотистим і жовтим, контрастуючи на фоні вічнозелених хвойних дерев. Навесні дерево дає квіти в пониклих китицях довжиною 10–15 см, зеленувато-жовтих з непомітними пелюстками. Чоловічі та жіночі квітки присутні в кожній китиці. Квіти з'являються ранньою весною, ще до розпускання листя. Плід — парна крилатка, кожне насіння 1–1.5 см у діаметрі з крилом 4–5 см. Клен великолистий починає давати насіння приблизно у віці десяти років.

## Використання
Корінні американці вирощували паростки з насіння для споживання, плели кошики з внутрішньої кори і використовували листя для покриття їжі в ямах для приготування їжі. Вони також вирізали з дерева посуд і весла для каное.
Кленовий сироп був виготовлений із соку великолистого клена. Хоча концентрація цукру приблизно така ж, як у Acer saccharum (цукрового клена), смак дещо інший. Інтерес до комерційного виробництва сиропу з соку великолистого клена був обмеженим.
Клен великолистий — єдиний комерційно важливий клен тихоокеанського узбережжя. Деревина в основному використовується у виробництві шпону для меблів, але також використовується у виробництві музичних інструментів (включаючи рами піаніно), внутрішніх панелей та інших виробів з листяних порід; серцевина світло-червонувато-коричнева, дрібнозерниста, помірно важка та досить міцна. У Каліфорнії землевпорядники не надто цінують крупнолисті клени, і їх часто навмисно збивають і залишають незібраними під час збирання врожаю дугласової ялиці та секвої.

## Галерея

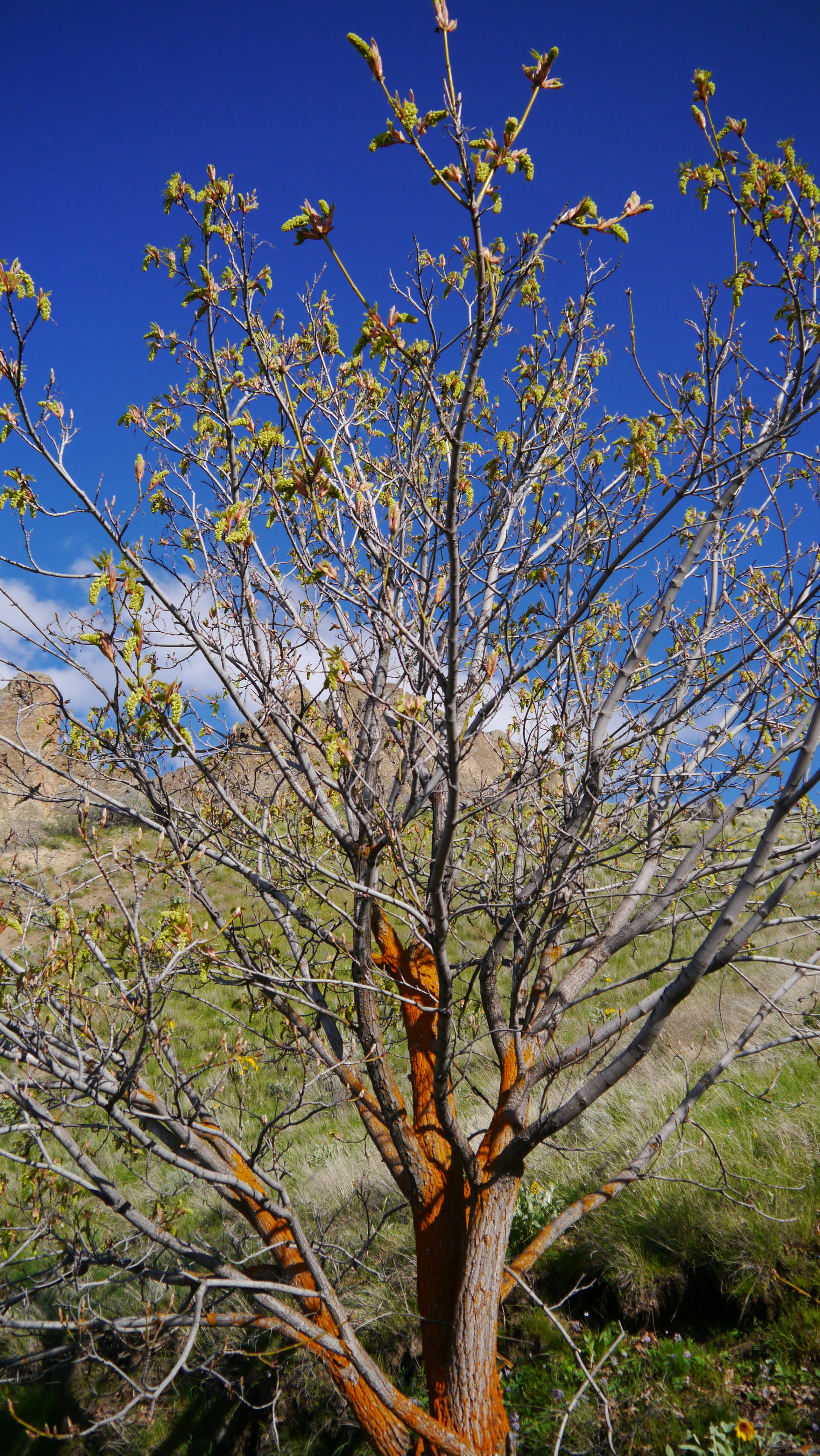
клен рано навесні
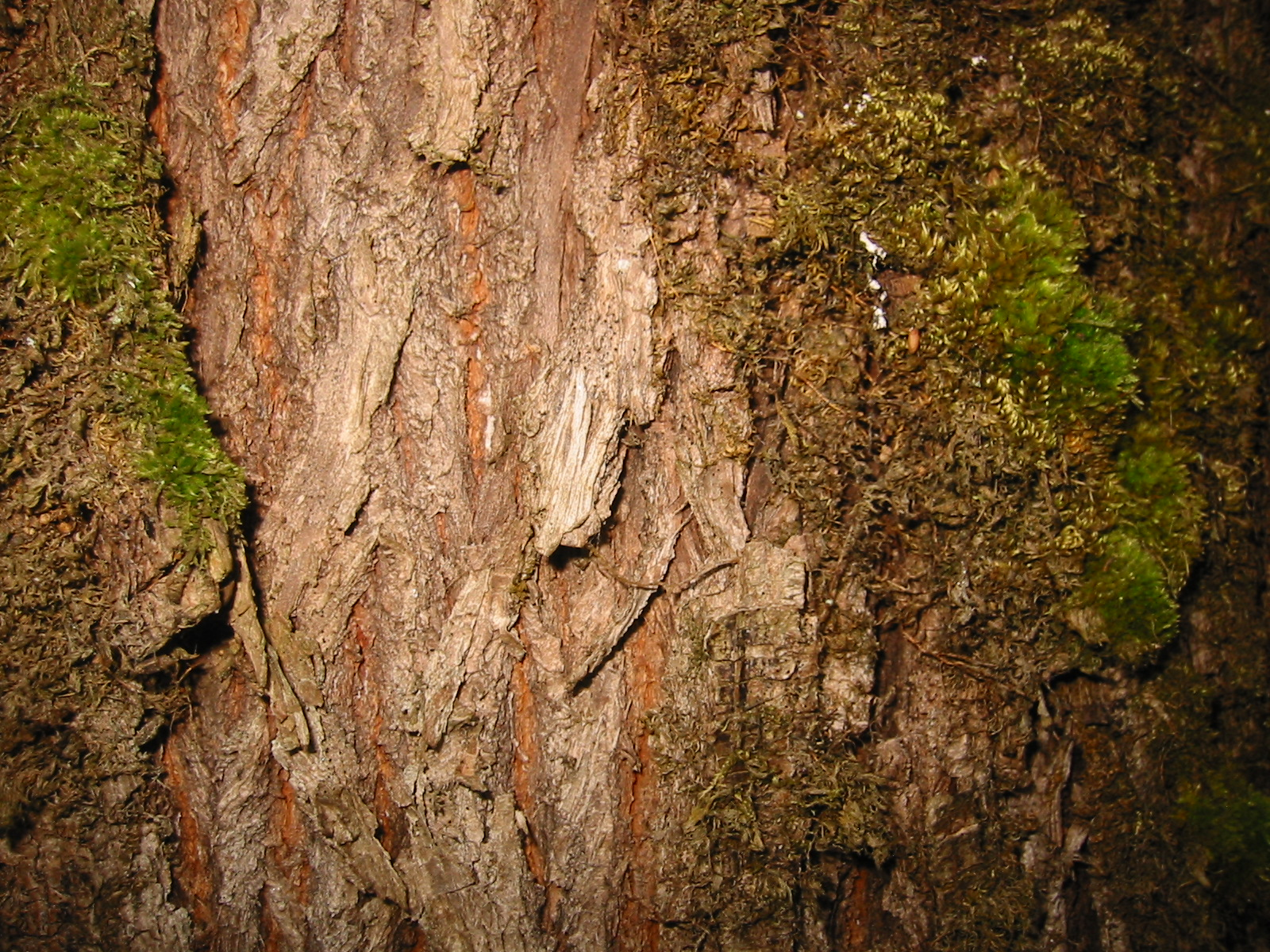
кора
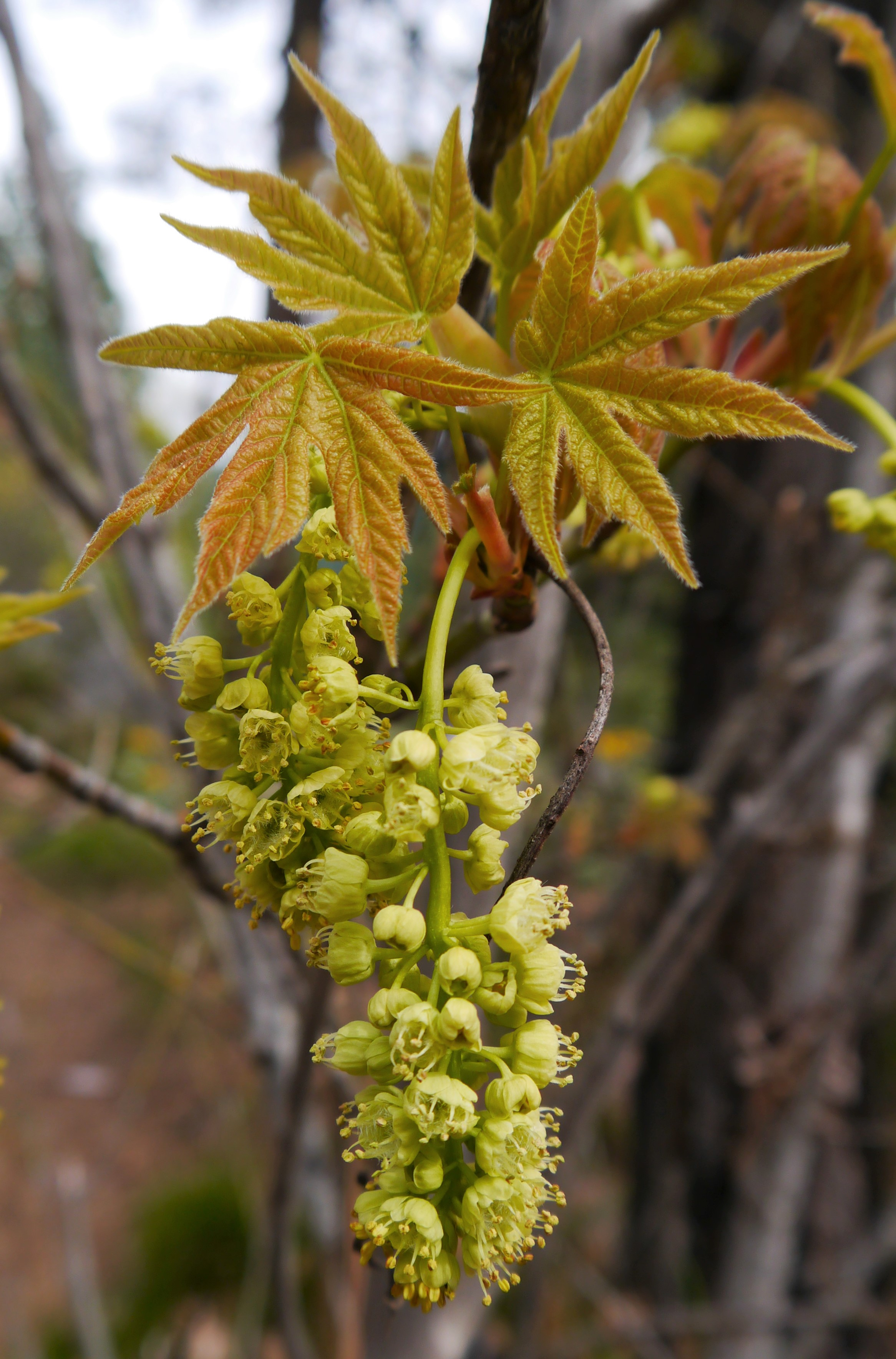
10–15-сантиметрова китиця зеленувато-жовтих квіток з'являється навесні, коли листя розвивається.
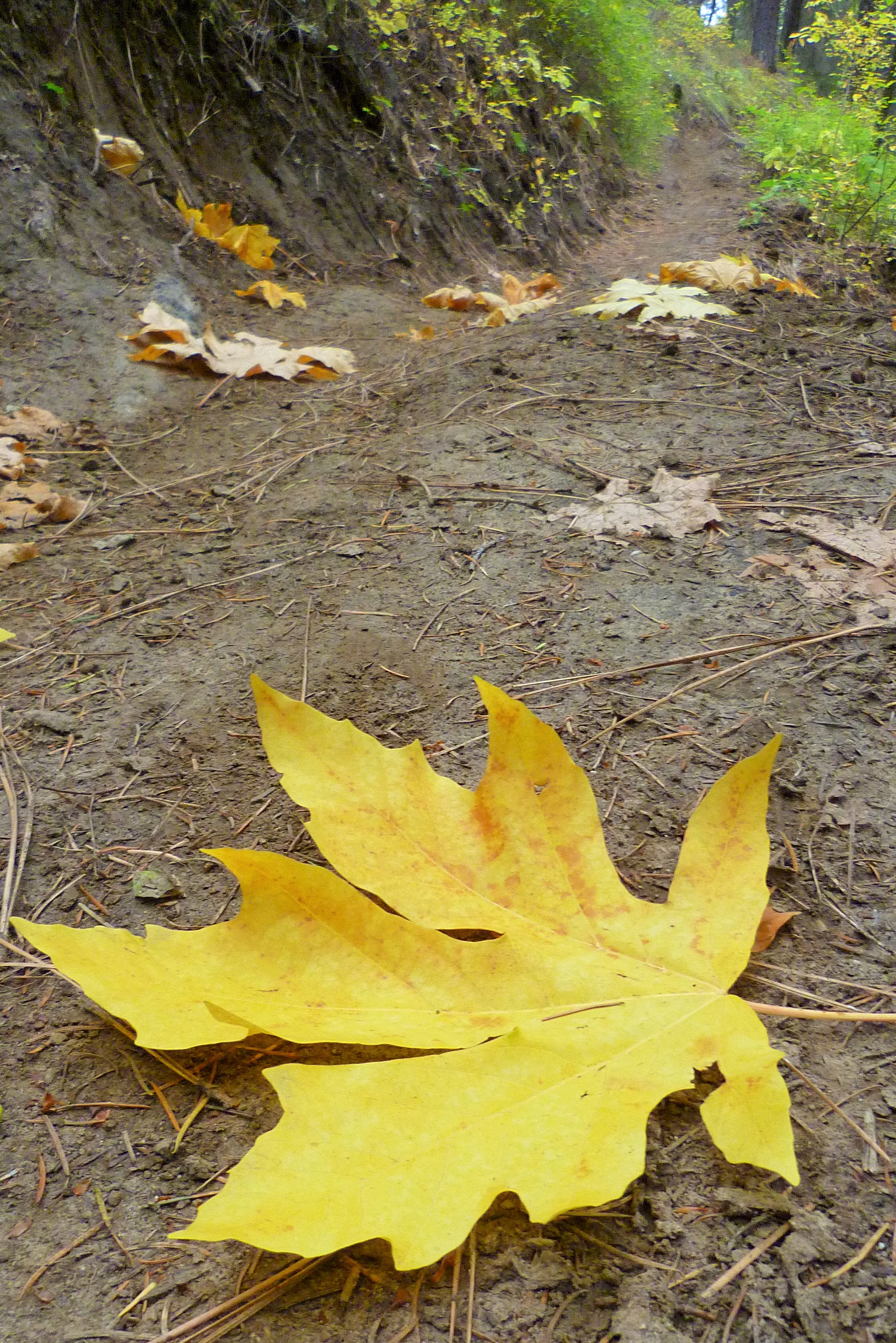
осінній листок
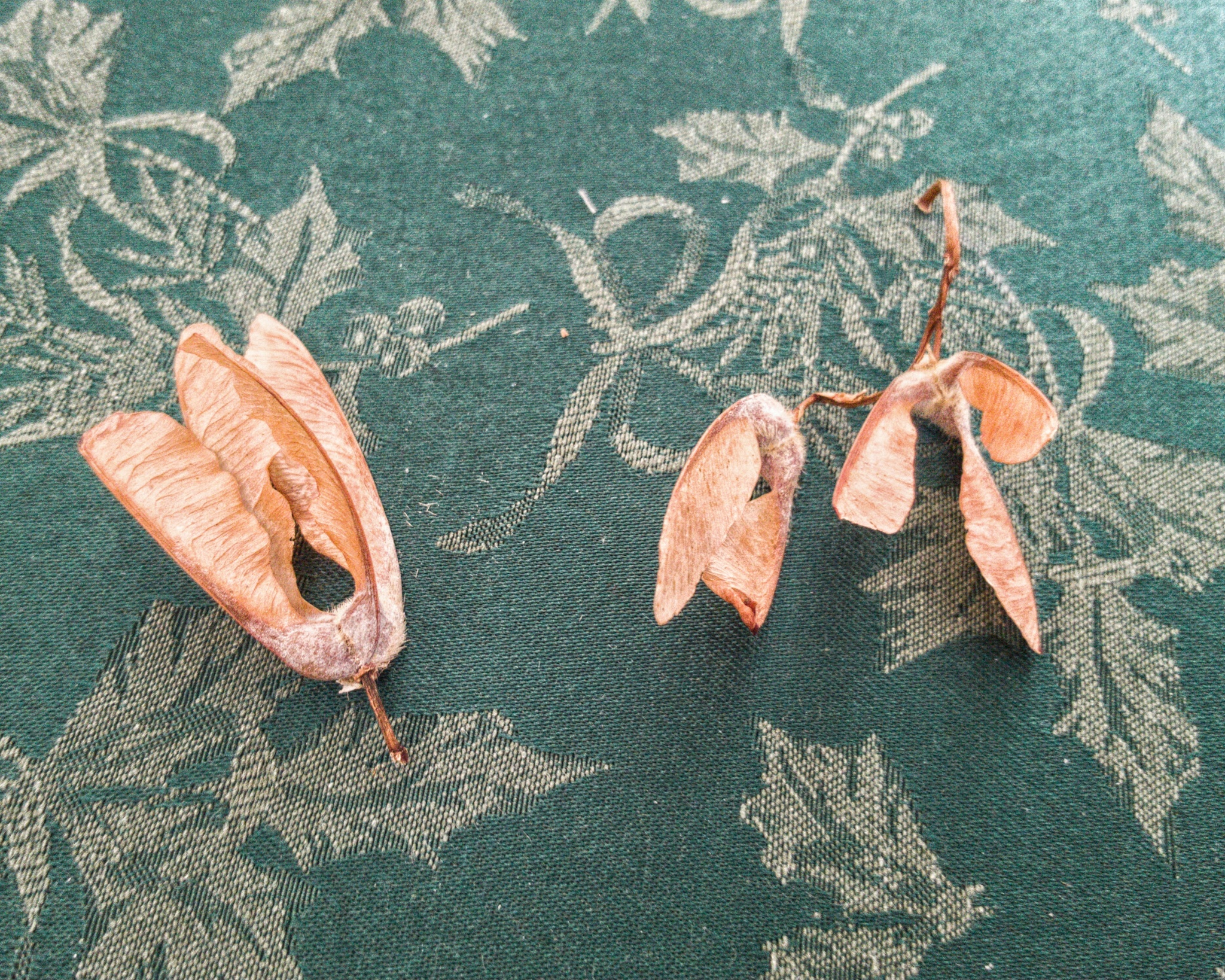
плоди
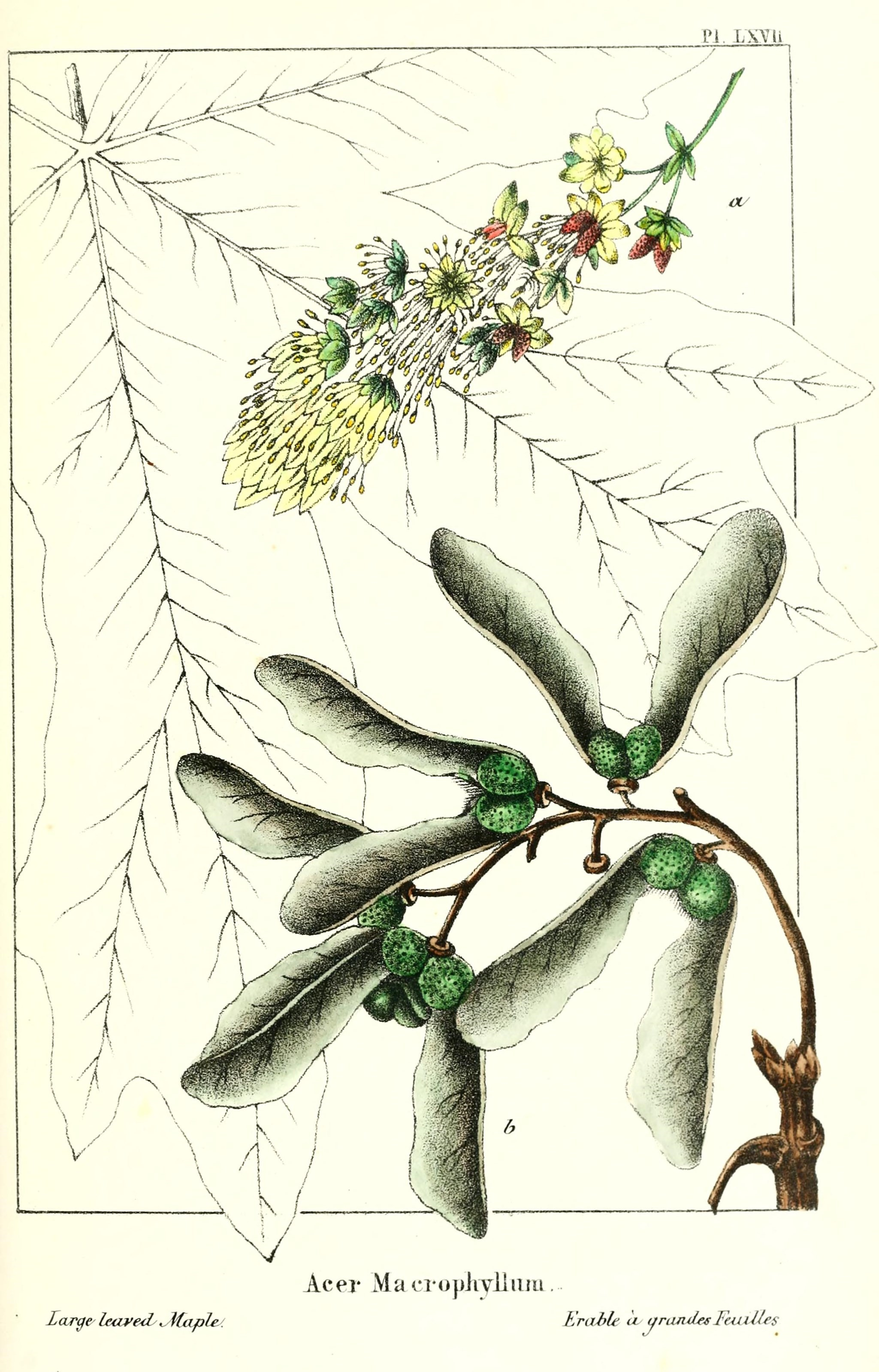
ілюстрація